# 怀马纳洛
懷馬納洛（英語：Waimānalo）是位於美國夏威夷州檀香山縣的一個人口普查指定地區。

## 地理
懷馬納洛的座標為21°20′45″N 157°43′05″W / 21.34583°N 157.71806°W，而該地最高點為海拔高度9米（即30英尺）。

## 人口
根據2010年美國人口普查的數據，懷馬納洛的面積為11.30平方千米，均為陸地。當地共有人口5451人，而人口密度為每平方千米482.39人。